# Coppa panamericana maschile di pallavolo 2018
La Coppa panamericana maschile di pallavolo 2018 si è svolta dal 28 agosto al 2 settembre 2018 a Córdoba, in Messico: al torneo hanno partecipato dodici squadre nazionali tra nordamericane e sudamericane e la vittoria finale è andata per la seconda volta consecutiva all'Argentina.

## Impianti
|                                                                   |  |  |
|                                                                   |  |  |
| Arena Córdoba Città: Córdoba Capienza: 1500 Anno d'apertura: 2014 |  |  |

## Regolamento

### Formula
Le dodici squadre hanno disputato una prima fase a gironi da quattro squadre ciascuno con formula del girone all'italiana; al termine della prima fase:
- Le prime due classificate di ogni girone hanno acceduto alla fase finale per il primo posto, strutturata in quarti di finale (a cui hanno partecipato solo la peggiore prima classificata e le seconde classificate), semifinali, finale per il quinto posto, finale per il terzo posto e finale.
- Le terze classificate e la miglior quarta classificata hanno acceduto alla fase finale per il settimo posto, strutturata in semifinali, finale per il nono posto e finale per il settimo posto.
- Le due peggiori quarte classificate hanno acceduto alla finale per l'undicesimo posto.

### Criteri di classifica
Se il risultato finale è stato di 3-0 sono stati assegnati 5 punti alla squadra vincente e 0 a quella sconfitta, se il risultato finale è stato di 3-1 sono stati assegnati 4 punti alla squadra vincente e 1 a quella sconfitta, se il risultato finale è stato di 3-2 sono stati assegnati 3 punti alla squadra vincente e 2 a quella sconfitta.
L'ordine del posizionamento in classifica è stato definito in base a:
- Numero di partite vinte;
- Punti;
- Ratio dei punti realizzati/subiti;
- Ratio dei set vinti/persi;
- Risultati degli scontri diretti;
- Classifica avulsa.

## Squadre partecipanti
| Squadra         | Qualificazione         | Ultima partecipazione |
| --------------- | ---------------------- | --------------------- |
| Argentina       | ? nel ranking CSV      | Canada 2017           |
| Brasile         | ? nel ranking CSV      | Stati Uniti 2015      |
| Canada          | 2ª nel ranking NORCECA | Canada 2017           |
| Cile            | ? nel ranking CSV      | Messico 2016          |
| Colombia        | ? nel ranking CSV      | Messico 2016          |
| Cuba            | 3ª nel ranking NORCECA | Canada 2017           |
| Guatemala       | 7ª nel ranking NORCECA | Messico 2009          |
| Messico         | Paese organizzatore    | Canada 2017           |
| Perù            | ? nel ranking CSV      | Debutto               |
| Porto Rico      | 4ª nel ranking NORCECA | Canada 2017           |
| Rep. Dominicana | 6ª nel ranking NORCECA | Canada 2017           |
| Stati Uniti     | 1ª nel ranking NORCECA | Canada 2017           |

## Torneo

### Fase a gironi
| Girone A  | Girone B        | Girone C    |
| --------- | --------------- | ----------- |
| Cile      | Brasile         | Argentina   |
| Cuba      | Canada          | Perù        |
| Guatemala | Colombia        | Porto Rico  |
| Messico   | Rep. Dominicana | Stati Uniti |

#### Girone A

##### Risultati
| 28 agosto 2018 Arena Córdoba, Córdoba Durata: 1h:47 - Spettatori: 300  | Cile      | 1 - 3 | Cuba      | 22-25, 25-17, 19-25, 21-25        |
| 28 agosto 2018 Arena Córdoba, Córdoba Durata: 1h:22 - Spettatori: 1200 | Messico   | 3 - 0 | Guatemala | 25-18, 25-20, 29-27               |
| 29 agosto 2018 Arena Córdoba, Córdoba Durata: 1h:06 - Spettatori: 300  | Cuba      | 3 - 0 | Guatemala | 25-16, 25-13, 25-16               |
| 29 agosto 2018 Arena Córdoba, Córdoba Durata: 1h:27 - Spettatori: 1125 | Messico   | 3 - 0 | Cile      | 25-22, 25-18, 25-19               |
| 30 agosto 2018 Arena Córdoba, Córdoba Durata: 1h:09 - Spettatori: 500  | Guatemala | 0 - 3 | Cile      | 18-25, 18-25, 17-25               |
| 30 agosto 2018 Arena Córdoba, Córdoba Durata: 2h:01 - Spettatori: 1850 | Messico   | 2 - 3 | Cuba      | 25-20, 16-25, 25-21, 12-25, 16-18 |

##### Classifica
| Pos | Squadra   | Pt | G | V | P | SV | SP | Ratio | PF  | PS  | Ratio |
| --- | --------- | -- | - | - | - | -- | -- | ----- | --- | --- | ----- |
| 1.  | Cuba      | 12 | 3 | 3 | 0 | 9  | 3  | 3.000 | 276 | 226 | 1.221 |
| 2.  | Messico   | 12 | 3 | 2 | 1 | 8  | 3  | 2.667 | 248 | 233 | 1.064 |
| 3.  | Cile      | 6  | 3 | 1 | 2 | 4  | 6  | 0.667 | 221 | 220 | 1.005 |
| 4.  | Guatemala | 0  | 3 | 0 | 3 | 0  | 9  | 0.000 | 163 | 229 | 0.712 |

#### Girone B

##### Risultati
| 28 agosto 2018 Arena Córdoba, Córdoba Durata: 1h:11 - Spettatori: 350  | Brasile         | 3 - 0 | Rep. Dominicana | 25-21, 25-19, 25-14        |
| 28 agosto 2018 Arena Córdoba, Córdoba Durata: 1h:48 - Spettatori: 450  | Canada          | 3 - 1 | Colombia        | 25-19, 23-25, 25-22, 25-22 |
| 29 agosto 2018 Arena Córdoba, Córdoba Durata: 1h:17 - Spettatori: 325  | Colombia        | 0 - 3 | Brasile         | 25-27, 17-25, 12-25        |
| 29 agosto 2018 Arena Córdoba, Córdoba Durata: 1h:07 - Spettatori: 350  | Rep. Dominicana | 0 - 3 | Canada          | 20-25, 20-25, 16-25        |
| 30 agosto 2018 Arena Córdoba, Córdoba Durata: 1h:28 - Spettatori: 450  | Colombia        | 0 - 3 | Rep. Dominicana | 23-25, 24-26, 25-27        |
| 30 agosto 2018 Arena Córdoba, Córdoba Durata: 1h:24 - Spettatori: 1100 | Brasile         | 3 - 0 | Canada          | 25-20, 25-15, 25-23        |

##### Classifica
| Pos | Squadra         | Pt | G | V | P | SV | SP | Ratio | PF  | PS  | Ratio |
| --- | --------------- | -- | - | - | - | -- | -- | ----- | --- | --- | ----- |
| 1.  | Brasile         | 15 | 3 | 3 | 0 | 9  | 0  | MAX   | 227 | 166 | 1.367 |
| 2.  | Canada          | 9  | 3 | 2 | 1 | 6  | 4  | 1.500 | 231 | 219 | 1.055 |
| 3.  | Rep. Dominicana | 5  | 3 | 1 | 2 | 3  | 6  | 0.500 | 188 | 222 | 0.847 |
| 4.  | Colombia        | 1  | 3 | 0 | 3 | 1  | 9  | 0.111 | 214 | 253 | 0.846 |

#### Girone C

##### Risultati
| 28 agosto 2018 Arena Córdoba, Córdoba Durata: 1h:22 - Spettatori: 200  | Stati Uniti | 3 - 0 | Perù        | 25-21, 25-14, 26-24        |
| 28 agosto 2018 Arena Córdoba, Córdoba Durata: 1h:56 - Spettatori: 750  | Argentina   | 3 - 1 | Porto Rico  | 20-25, 25-15, 33-31, 25-17 |
| 29 agosto 2018 Arena Córdoba, Córdoba Durata: 1h:17 - Spettatori: 300  | Perù        | 0 - 3 | Argentina   | 20-25, 22-25, 15-25        |
| 29 agosto 2018 Arena Córdoba, Córdoba Durata: 2h:01 - Spettatori: 625  | Porto Rico  | 3 - 1 | Stati Uniti | 23-25, 25-18, 25-19, 25-21 |
| 30 agosto 2018 Arena Córdoba, Córdoba Durata: 1h:15 - Spettatori: 500  | Perù        | 0 - 3 | Porto Rico  | 17-25, 20-25, 21-25        |
| 30 agosto 2018 Arena Córdoba, Córdoba Durata: 1h:22 - Spettatori: 1875 | Stati Uniti | 0 - 3 | Argentina   | 19-25, 21-25, 16-25        |

##### Classifica
| Pos | Squadra     | Pt | G | V | P | SV | SP | Ratio | PF  | PS  | Ratio |
| --- | ----------- | -- | - | - | - | -- | -- | ----- | --- | --- | ----- |
| 1.  | Argentina   | 14 | 3 | 3 | 0 | 9  | 1  | 9.000 | 253 | 201 | 1.259 |
| 2.  | Porto Rico  | 10 | 3 | 2 | 1 | 7  | 4  | 1.750 | 261 | 244 | 1.070 |
| 3.  | Stati Uniti | 6  | 3 | 1 | 2 | 4  | 6  | 0.667 | 215 | 232 | 0.927 |
| 4.  | Perù        | 0  | 3 | 0 | 3 | 0  | 9  | 0.000 | 174 | 226 | 0.770 |

### Finali 1º, 3º e 5º posto
|  | Quarti di finale | Quarti di finale | Quarti di finale |     |            | Semifinali         | Semifinali         | Semifinali         |  |  | Finale             | Finale             | Finale             |
|  |                  |                  |                  |     |            |                    |                    |                    |  |  |                    |                    |                    |
|  |                  |                  |                  |     |            | A1                 | Argentina          | 3                  |  |  |                    |                    |                    |
|  | B2               | Cuba             | 3                |     |            | A1                 | Argentina          | 3                  |  |  |                    |                    |                    |
|  | B2               | Cuba             | 3                | QF1 | Cuba       | 1                  |                    |                    |  |  |                    |                    |                    |
|  | A3               | Canada           | 0                | QF1 | Cuba       | 1                  |                    |                    |  |  |                    |                    |                    |
|  |                  |                  |                  |     |            |                    |                    |                    |  |  | SF1                | Argentina          | 3                  |
|  |                  |                  |                  |     |            |                    |                    |                    |  |  | SF1                | Argentina          | 3                  |
|  |                  |                  |                  |     |            |                    |                    |                    |  |  | SF2                | Brasile            | 2                  |
|  |                  |                  |                  |     |            | B1                 | Brasile            | 3                  |  |  | SF2                | Brasile            | 2                  |
|  | A2               | Messico          | 1                |     |            | B1                 | Brasile            | 3                  |  |  |                    |                    |                    |
|  | A2               | Messico          | 1                | QF2 | Porto Rico | 1                  |                    |                    |  |  |                    |                    |                    |
|  | B3               | Porto Rico       | 3                | QF2 | Porto Rico | 1                  |                    |                    |  |  |                    |                    |                    |
|  | B3               | Porto Rico       | 3                |     |            |                    |                    |                    |  |  |                    |                    |                    |
|  |                  |                  |                  |     |            | Finale 5º/6º posto | Finale 5º/6º posto | Finale 5º/6º posto |  |  | Finale 3º/4º posto | Finale 3º/4º posto | Finale 3º/4º posto |
|  |                  |                  |                  |     |            |                    |                    |                    |  |  |                    |                    |                    |
|  |                  |                  |                  |     |            | QF3                | Messico            | 3                  |  |  | SF3                | Cuba               | 3                  |
|  |                  |                  |                  |     |            | QF4                | Canada             | 1                  |  |  | SF4                | Porto Rico         | 1                  |

#### Quarti di finale
| 31 agosto 2018 Arena Córdoba, Córdoba Durata: 1h:23 - Spettatori: 675  | Cuba    | 3 - 0 | Canada     | 25-15, 25-23, 25-23        |
| 31 agosto 2018 Arena Córdoba, Córdoba Durata: 16h:40 - Spettatori: 113 | Messico | 1 - 3 | Porto Rico | 20-25, 16-25, 25-18, 22-25 |

#### Semifinali
| 1º settembre 2018 Arena Córdoba, Córdoba Durata: 1h:44 - Spettatori: 1175 | Argentina | 3 - 1 | Cuba       | 21-25, 25-18, 25-19, 25-20 |
| 1º settembre 2018 Arena Córdoba, Córdoba Durata: 2h:13 - Spettatori: 1975 | Brasile   | 3 - 1 | Porto Rico | 25-27, 25-14, 25-20, 33-31 |

#### Finale 5º posto
| 2 settembre 2018 Arena Córdoba, Córdoba Durata: 1h:50 - Spettatori: 1750 | Messico | 3 - 1 | Canada | 25-18, 25-20, 20-25, 25-17 |

#### Finale 3º posto
| 2 settembre 2018 Arena Córdoba, Córdoba Durata: 1h:40 - Spettatori: 1700 | Cuba | 3 - 1 | Porto Rico | 20-25, 25-9, 25-18, 25-17 |

#### Finale
| 2 settembre 2018 Arena Córdoba, Córdoba Durata: 2h:21 - Spettatori: 1875 | Argentina | 3 - 2 | Brasile | 25-27, 25-17, 25-22, 25-27, 15-10 |

### Finali 7º e 9º posto
|  | Semifinali      | Semifinali      | Semifinali  |             |      | Finale 7º posto | Finale 7º posto | Finale 7º posto |  |
|  |                 |                 |             |             |      |                 |                 |                 |  |
|  | Cile            | Cile            | 3           |             |      |                 |                 |                 |  |
|  | Cile            | Cile            | 3           |             |      |                 |                 |                 |  |
|  | Colombia        | Colombia        | 0           |             |      |                 |                 |                 |  |
|  | Colombia        | Colombia        | 0           |             | Cile | Cile            | 1               |                 |  |
|  |                 |                 |             |             | Cile | Cile            | 1               |                 |  |
|  |                 |                 | Stati Uniti | Stati Uniti | 3    |                 |                 |                 |  |
|  | Rep. Dominicana | Rep. Dominicana | Stati Uniti | Stati Uniti | 3    | 0               |                 |                 |  |
|  | Rep. Dominicana | Rep. Dominicana |             |             |      | 0               |                 |                 |  |
|  | Stati Uniti     | Stati Uniti     | 3           |             |      | Finale 9º posto | Finale 9º posto | Finale 9º posto |  |
|  | Stati Uniti     | Stati Uniti     | 3           |             |      |                 |                 |                 |  |
|  |                 |                 |             |             |      |                 |                 |                 |  |
|  |                 |                 |             |             |      | Colombia        | Colombia        | 3               |  |
|  |                 |                 |             |             |      | Colombia        | Colombia        | 3               |  |
|  |                 |                 |             |             |      | Rep. Dominicana | Rep. Dominicana | 0               |  |

#### Semifinali
| 31 agosto 2018 Arena Córdoba, Córdoba Durata: 1h:08 - Spettatori: 400 | Cile            | 3 - 0 | Colombia    | 25-14, 25-19, 25-16 |
| 31 agosto 2018 Arena Córdoba, Córdoba Durata: 1h:27 - Spettatori: 525 | Rep. Dominicana | 0 - 3 | Stati Uniti | 23-25, 17-25, 26-28 |

#### Finale 9º posto
| 1º settembre 2018 Arena Córdoba, Córdoba Durata: 1h:25 - Spettatori: 950 | Colombia | 3 - 0 | Rep. Dominicana | 25-23, 25-23, 27-25 |

#### Finale 7º posto
| 1º settembre 2018 Arena Córdoba, Córdoba Durata: 2h:02 - Spettatori: 1000 | Cile | 1 - 3 | Stati Uniti | 24-26, 18-25, 29-27, 22-25 |

### Finale 11º posto
|  | Finale 11º posto |           |   |  |
|  |                  |           |   |  |
|  | Perù             | Perù      | 1 |  |
|  | Guatemala        | Guatemala | 3 |  |

| 31 agosto 2018 Arena Córdoba, Córdoba Durata: 1h:42 - Spettatori: 275 | Perù | 1 - 3 | Guatemala | 16-25, 25-23, 22-25, 19-25 |

## Classifica finale
| Pos     | Squadra         | Rosa |
| ------- | --------------- | --- |
| Oro     | Argentina       | Formazione: 1 Sánchez, 2 Arreche, 3 Martínez, 4 Toro, 8 Bitar, 9 Palonsky, 10 Bruno, 11 Fernández, 12 Gallego, 13 Palacios, 15 Zerba, 16 Johansen, 18 Danani, 19 Massimino, CT: Grossi                       |
| Argento | Brasile         | Formazione: 1 de Souza, 2 Carísio, 3 Moraes, 4 de Carvalho, 5 L. dos Santos, 7 Honorato, 8 do Nascimento, 10 M. dos Santos, 11 Veloso, 13 Gualberto, 15 Pureza, 17 Batista, 18 Pessoa, 19 Cardoso, CT: Gávio |
| Bronzo  | Cuba            | Formazione: 2 Melgarejo, 3 Yant, 4 Jiménez, 5 Concepción, 7 García, 8 Tuero, 9 Osoria, 10 Gutiérrez, 11 Taboada, 12 Herrera, 14 Goide, 15 León, 17 Alonso, 18 López, CT: Vives                               |
| 4       | Porto Rico      | Formazione: 2 Morales, 3 Guzmán, 4 Del Valle, 5 Nieves, 6 Pérez, 7 Iglesias, 8 Rivera, 10 Cruz, 11 Torres, 13 Sánchez, 14 Vázquez, 15 Rodríguez, 17 Colón, 24 Cabrera, CT: Antonetti                         |
| 5       | Messico         | Formazione: 1 Vargas, 4 Ruiz, 5 J. Rangel, 6 Perales, 8 Cruz, 10 P. Rangel, 11 Barajas, 12 Jos. Martínez, 14 Jon. Martínez, 15 A. Martínez, 17 Orellana, 20 Duarte, 22 Acosta, 23 Moreno, CT: Azair          |
| 6       | Canada          | Formazione: 1 Davies, 3 Brennan, 4 Eshenko, 5 Scheerhoorn, 6 Duff, 7 Demyanenko, 8 Richards, 9 Bramwell, 12 Gyimah, 17 Howe, 21 Walsh, 22 Koppers, 24 Keturakis, CT: McKay                                   |
| 7       | Stati Uniti     | Formazione: 2 Jarman, 4 Fey, 5 Shaw, 6 Stahl, 7 Greene, 10 Russell, 11 Coenen, 12 Pollock, 13 Arnitz, 14 Wieczorek, 16 Schmidt, 19 Dagostino, 22 Hatch, 23 Seif, CT: Hunt                                    |
| 8       | Cile            | Formazione: 1 Guerra, 3 Araya, 4 T. Parraguirre, 5 M. Parraguirre, 7 Albornoz, 8 Bader, 9 Bonačić, 10 Mardones, 11 V. Parraguirre, 14 Villarreal, 15 Castillo, 16 Gago, 18 León, 25 Reyes, CT: Nejamkin      |
| 9       | Colombia        | Formazione: 1 Hurtado, 3 Díaz, 4 Vinasco, 5 Sánchez, 6 Llanos, 8 Mejía, 9 Payán, 10 Larrahondo, 12 Guerrero, 13 Ambuila, 14 K. Carabali, 16 C. Carabali, 17 Alomia, 18 Rentería, CT: Ramos                   |
| 10      | Rep. Dominicana | Formazione: 1 Tapia, 3 Contreras, 5 Miéses, 7 Mercedes, 8 López, 9 Tolentino, 10 Abréu, 11 Cáceres, 12 Arredondo, 14 Romero, 15 Paulino, 19 Cruz, CT: Gutiérrez                                              |
| 11      | Guatemala       | Formazione: 1 Nery, 2 López, 3 Chacón, 4 Menéndez, 5 Flores, 6 Pineda, 7 Ruano, 8 Santa Cruz, 11 Leonardo, 12 Pineda, 13 Colindres, 14 Chinchilla, 15 Aragón, 16 González, CT: Lucas                         |
| 12      | Perù            | Formazione: 2 Williams, 5 Rodríguez, 7 Romay, 8 Urueña, 9 Bustos, 10 Recavarren, 11 Nakamatsu, 12 Porras, 13 Bernaola, 14 Hidalgo, 18 Mendoza, 22 Gutiérrez, 23 Rodríguez, 24 Vargas, CT: Gala               |

|  |  |  |  | Qualificate ai XVIII Giochi panamericani |

## Premi individuali
| Premio                | Nome               | Squadra     |
| --------------------- | ------------------ | ----------- |
| MVP                   | Ezequiel Palacios  | Argentina   |
| Miglior realizzatore  | Alan de Souza      | Brasile     |
| Miglior servizio      | David Wieczorek    | Stati Uniti |
| Miglior difesa        | Yonder García      | Cuba        |
| Miglior ricevitore    | Yonder García      | Cuba        |
| Miglior palleggiatore | Matías Sánchez     | Argentina   |
| Miglior opposto       | Alan de Souza      | Brasile     |
| Miglior schiacciatore | Ezequiel Palacios  | Argentina   |
| Miglior schiacciatore | Miguel Ángel López | Cuba        |
| Miglior centrale      | Flávio Gualberto   | Brasile     |
| Miglior centrale      | Roamy Alonso       | Cuba        |
| Miglior libero        | Yonder García      | Cuba        |